# Little Boy Blue
Little Boy Blue es una miniserie dramática británica transmitida del 24 de abril de 2017 hasta el 15 de mayo de 2017 por medio de la cadena ITV. La miniserie sigue la historia verdadera del asesinato del pequeño Rhys Milford Jones, quien fue asesinado en Croxteth el 22 de agosto de 2007 por el adolescente Sean Mercer, miembro de la pandilla "Croxteth Crew" mientras regresaba de una práctica de fútbol.

## Historia
La historia sigue el asesinato del niño de 11 años, Rhys Jones en Croxteth, Liverpool en 2007 y cómo sus padres Stephen "Steve" Jones y Melanie Edwards-Jones tuvieron que afrontar el crimen mientras él asesino de su hijo y sus cómplices eran llevados ante la justicia por Dave Kelly el investigador principal y los oficiales envueltos en el caso.

## Personajes[7]

### Personajes principales
| Actor              | Personaje                        | Ocupación                               | Episodios | Duración |
| ------------------ | -------------------------------- | --------------------------------------- | --------- | -------- |
| Brían F. O'Byrne   | Stephen "Steve" Jones            | Padre de Rhys                           | 4         | 2017     |
| Sinead Keenan      | Melanie "Mel" Jones              | Madre de Rhys                           | 4         | 2017     |
| Stephen Graham     | Det. Supt. Dave "Ned" Kelly      | Detective Superintendente               | 4         | 2017     |
| Paddy Rowan        | Sean Mercer                      | Pandillero / Miembro de "Croxteth Crew" | 4         | 2017     |
| James Nelson-Joyce | James "Yatzy" Yates              | Pandillero / Miembro de "Croxteth Crew" | 4         | 2017     |
| Jack Corrie        | Nathan Quinn                     | Pandillero / Miembro de "Croxteth Crew" | 4         | 2017     |
| Michael Moran      | Kevin Moody / Boy "X"            | Miembro de "Croxteth Crew" / Testigo    | 4         | 2017     |
| Nathan Clark Smith | Jordan "Latch" Olssen / Boy "M"  | -                                       | 4         | 2017     |
| Faye McKeever      | Claire Olssen / "Ms M"           | Madre de Jordan                         | 4         | 2017     |
| Matthew Roberts    | Owen Jones                       | Hermano de Rhys                         | 4         | 2017     |
| Christine Tremarco | Marie Thompson                   | Madre de Nathan                         | 4         | 2017     |
| Sara Powell        | ACC. Patricia "Pat" Gallan       | Asistente del Jefe de Policía           | 4         | 2017     |
| Jack McMullen      | Dean "The Belly" Kelly / Boy "K" | Pandillero / Miembro de "Croxteth Crew" | 3         | 2017     |
| Stephen Walters    | Det. Insp. Mark Guinness         | Detective Inspector                     | 3         | 2017     |
| Sonny Beyga        | Rhys Jones                       | Estudiante / Víctima                    | 2         | 2017     |

### Personajes recurrentes
| Actor                | Personaje                      | Ocupación                                  | Episodios | Duración |
| -------------------- | ------------------------------ | ------------------------------------------ | --------- | -------- |
| Robbie O'Neill       | DC. Danny Jones                | Detective                                  | 4         | 2017     |
| Jodie McNee          | DC. Jackie Carter              | Detective                                  | 4         | 2017     |
| Elizabeth Berrington | Debra Taylor                   | -                                          | 4         | 2017     |
| Kerrie Hayes         | Sandra Oxley                   | Hermana de Kevin Moody                     | 4         | 2017     |
| Laura Dos Santos     | Donna Kelly                    | -                                          | 4         | 2017     |
| Heather Bleasdale    | Vida Moody                     | -                                          | 4         | 2017     |
| Michael Baker        | Sam Moody                      | -                                          | 3         | 2017     |
| Lizzie Hopley        | Marie Yates                    | Madre de James Yates                       | 3         | 2017     |
| Sylvia Gatril        | Janice Olssen                  | -                                          | 3         | 2017     |
| Derek Barr           | DC. Matt Perry                 | Detective                                  | 3         | 2017     |
| John Mcgrellis       | Det. Insp. Martin Leahy        | Detective Inspector                        | 3         | 2017     |
| Clare Calbraith      | Helen Morris                   | Abogada / Fiscal Superior de la Corona     | 3         | 2017     |
| Tim Steed            | Richard Townsmead              | -                                          | 3         | 2017     |
| Sonny Townsend       | Neil Moody                     | -                                          | 2         | 2017     |
| Samantha Robinson    | Jeanette Mercer                | Madre de Sean Mercer / Acompañante         | 2         | 2017     |
| Jack Lamb            | Francis "Frank" Yates          | Padre de James Yates                       | 2         | 2017     |
| Simon Fielder        | Dr. Paul Johnson               | Doctor                                     | 2         | 2017     |
| Jason Thorpe         | Richard Pratt                  | Abogado                                    | 2         | 2017     |
| Michelle Butterly    | Paula Kelly                    | -                                          | 2         | 2017     |
| Paddy Birkenhead     | Dave Kelly Jnr.                | -                                          | 2         | 2017     |
| Megan Dawson         | Jenny Kelly                    | -                                          | 2         | 2017     |
| Olivia Manning       | Nicky Kelly                    | -                                          | 2         | 2017     |
| Jay Johnson          | Tony Edge                      | -                                          | 2         | 2017     |
| Alicia Brockenbrow   | Carly Ellis                    | -                                          | 2         | 2017     |
| Neil Fitzmaurice     | Neil Jones                     | Tío de Rhys                                | 2         | 2017     |
| Andrew Schofield     | Kenny Richmond                 | -                                          | 2         | 2017     |
| Dan Skinner          | Det. Chief Supt. Brian McNeill | Detective en Jefe Superintendente          | 2         | 2017     |
| Chris Abe            | -                              | Oficial de Policía                         | 2         | 2017     |
| Vanessa Emme         | -                              | Oficial de Enlace de la Policía            | 2         | 2017     |
| Kent Riley           | Steve Geoghagen                | Entrenador de Fútbol / Testigo del Tiroteo | 1         | 2017     |
| Robbie O'Neill       | DC. Danny Jones                | Detective                                  | 1         | 2017     |
| Paul Smith Jr.       | Joseph McCormick               | Detective                                  | 1         | 2017     |
| Howard Ward          | Gordon Harrison                | Abogado                                    | 1         | 2017     |
| Justin Wilde         | Stephen Irwin                  | Juez                                       | 1         | 2017     |
| Kulbir Mann          | -                              | Jefe del Equipo de Trauma                  | 1         | 2017     |
| Howard Corlett       | Mick                           | -                                          | 1         | 2017     |
| Anil Bhalla          | -                              | Doctor de Cuidados Intensivos              | 1         | 2017     |
| Howard Crossley      | Peter French                   | Profesor                                   | 1         | 2017     |
| Gerard Horan         | Neil Flewitt                   | QC                                         | 1         | 2017     |
| Amy Cooke-Hodgson    | -                              | Enfermera de la Sala de Trauma             | 1         | 2017     |
| Ross Little          | -                              | Anestesiólogo                              | 1         | 2017     |
| Nikki Russell        | -                              | Anestesiólogo                              | 1         | 2017     |
| Alicya Eyo           | -                              | Enfermera de la Morgue                     | 1         | 2017     |
| Steve Gribbin        | -                              | Abogado de Yates                           | 1         | 2017     |
| Shaun Mason          | -                              | Abogado de Mercer                          | 1         | 2017     |
| Clive Tyldesley      | -                              | Comentador de Fútbol                       | 1         | 2017     |
| Graeme White         | -                              | Anunciador del Estadio "Everton FC"        | 1         | 2017     |

## Episodios
La miniserie estuvo conformada por cuatro episodios.

## Producción
El 18 de abril de 2017 se anunció que la miniserie sería estrenada el 24 de abril de 2017.
La miniserie fue dirigida por Paul Whittington y contó con el escritor Jeff Pope.
La producción fue realizada por Kwadjo Dajan, quien contó con el apoyo del productor ejecutivo Jeff Pope y el productor de línea Jonathan Leather. 
La música estuvo en manos de Niall Byrne, mientras que la cinematografía fue realizada por Adam Gillham y la edición por Ben Yeates.
El drama fue filmado en Liverpool y sus alrededores; el funeral de Rhys fue filmado en la Catedral Anglicana y el minuto de aplausos en honor a Rhys fue filmado durante el medio tiempo de un partido en Goodison Park, mientras que el caso judicial fue filmado en el Tribunal de la Corona de Liverpool, dentro de la sala de audiencia en donde en realidad se llevó a cado el juicio. El equipo de producción decidió no utilizar el lugar verdadero donde murió Rhys por respeto a sus padres.
Los actores Brían F. O'Byrne y Sinead Keenan se reunieron con los padre se Rhys Steve y Melanie Jones, mientras que Stephen Graham se reunió con el detective Dave Kelly. Los padres de Rhys dieron su consentimiento para la elaboración de la serie comentando que su decisión de involucrarse en la miniserie se debía principalmente en su deseo por honrar a su hijo, también era un oportunidad para que el público se diera cuenta de lo que le puede suceder a una familia cuando pasa por una situación como esa y para que Sean Mercer y los involucrados en el asesinato de Rhys supieran que su sentencia nunca terminaría.
Sólo tres personajes recibieron nombres ficticios en la miniserie: el actor Michael Moran quien interpretó a uno de los miembros de la pandilla "Croxteth Crew", en la miniserie recibió el nombre ficticio de Kevin Moody, ya que en realidad en la corte sólo era llamado como Boy "X", ya que fue uno de los miembros que testificó en contra de los miembros de la pandilla, por lo que ahora vive bajo otro nombre por su protección. Mientras que el nombre del personaje que interpretó el actor Nathan Clark Smith también fue ficticio (Jordan Olssen), en el juicio se le llamó Boy "M", también para protegerlo de los miembros de la pandilla, quienes previamente lo habían golpeado para aterrorizarlo y así evitar que testifique. Finalmente la actriz que interpretó a la madre de Boy "M" recibió el nombre de Claire Olssen, en realidad en la corte era llamada como "Ms M", la madre del joven tuvo un papel muy importante durante el juicio ya que fue una de las personas que testificó en contra de los pandilleros, previamente había recibió amenazas por parte de Marie Thompson, la madre de Nathan Quinn.